# Roy Alvarez

Leandro "Roy" Delantar-Alvarez (23 de marzo de 1950; Pagbilao, Quezón - 11 de febrero de 2014; Ciudad Quezón) fue un actor, cantante, director y guionista de cine, televisión y teatro filipino. También fue profesor y conferenciante sobre Desarrollo de la Conciencia, Inner y Outer Ecología, Curación Madre Tierra y Manejo de Basura Cero.

## Muerte
Alvarez murió el 11 de febrero de 2014, debido a un paro cardíaco. Tenía 63 años. Le sobreviven su esposa, Nieves Campa-Alvarez, y su hija, Miren Alvarez.

## Filmografía

### Televisión
GMA Network
- Villa Quintana - Don Manolo Quintana
- "My Husband's Lover" - Manuel Soriano
- Magpakailanman: Life After the Death of Flor Contemplacion - Efren
- Unforgettable - Salvador 'Badong' Leoncio
- Pahiram ng Sandali - Romer Alcaraz
- Alice Bungisngis and her Wonder Walis - Don Zaldy Fernández
- Amaya - Awi
- Now and Forever presents: Ganti - Gerardo
- Sana Ay Ikaw Na Nga - Cameo role

ABS-CBN
- Maalaala Mo Kaya: Relo - Butch
- Guns and Roses - Arnulfo
- Juanita Banana - Don Arnulfo Buenaventura
- Precious Hearts Romances presents Bud Brothers - Umberto Urbano
- Parekoy - Benjamin
- Krystala - Bacchus Salvador